# Montpelier (Kentucky)
Pour les articles homonymes, voir Montpelier (homonymie).
Montpelier est une zone non incorporée (Unincorporated community) du comté d'Adair dans le Kentucky.